# 解放神學
解放神學（西班牙語：Teología de la liberación）是20世紀70年代以後，主要在拉丁美洲天主教界中成形的一個神學主張。其主張信仰天主的人（即是「天主的選民們」）應該要關注人間制度的公平正義問題，例如貧窮的世襲化、經濟資源的集中在少數人手中與種族歧視問題等，這些都是解放神學所要解放的对象。

## 內容
解放神學是源自拉丁美洲以及其他第三世界國家的神學運動，以窮人的經歷，和他們爭取解放的努力，為關注的焦點。
其歷史背景是面對著一個極不公義的社會，政府沒計劃改善民生。相反，政府往往維護有錢人的利益，以致貧窮人成為犧牲者。如果要解決貧窮問題，必須放棄富有者的權利和政府對人民的壓迫。基於上述的歷史背景，拉丁美洲解放神學工作者就以「看見神在貧窮人的掙扎和苦難中的解放行動」為他們神學反省的核心。他們所關心的神學，就是那可以實踐，並投入在解放過程中的神學。
雖然解放神學運動中的神學家仍舊可以是政治上的保守主義者，但仍有相當數量的論者認為「解放神學」是左翼思想影響下的產物。不過，解放神學家卻反對這種是「左翼思想進入了基督教」的說法，他們認為這種兼愛天下的思想純粹是耶穌曾經教導世人的生活態度。而耶穌的年代遠遠早於馬克思，並且耶穌的愛人思想更是直接來自於《聖經》《申命記》的教條；解放神學家據此正名它們的學說：所有的基督徒都應該具有耶穌那樣高尚的人格，這才是「基督徒」（基督耶穌的門徒、基督耶穌的跟隨者）一詞的真正意涵。
需要特別注意的是：解放神學與「社會福音」神學不能劃上等號，雖然兩者所關注的議題相近，其不同之處除了解放神學在社會福利政策是否要由要藉由國家集中權力施行的議題上採取了更為寬鬆的立場以外，更為重要的是當「解放神學」做為一個專有名詞時它指的是現代天主教神學裡的一個神學主張，而「社會福音神學」卻是基督教神學的一個支流，因此它們之間的内容是不可能重複的。

## 興起的原因

### 人種與社會階級
印第安人為拉丁美洲的原住民，自十六世紀歐洲白人移民當地後，施行同化，產生白人與印地安人的混種；另外，在西班牙帝國與葡萄牙帝國殖民時期，因勞役需求從非洲運來大批黑人當奴隸，黑人與白人的混血形成另一族群。在西班牙殖民時期，種族和社會階級是用來區分社會地位高低的，最上層是西班牙人或葡萄牙人，多是政府高級官員及教會高級教士；上中等階級是土生白人，及殖民地的地主、政府和教會的低級官員和教士；下中等階級是自由身分的混種人；最下層是印地安人、黑人、印非混種，他們多數從事勞役，是債農或債工，不能享受任何權力。

### 土地政策和經濟體系
因著殖民政策，多數的印地安人與黑人，世代被債務轄制、被地主剝削，十九世紀初拉丁美洲擺脫殖民統治而獨立，但土地政策和經濟體系沒有任何改變。
二次大戰後，美國取代拉丁美洲的廣大經濟利益市場，拉美各地的經濟產業都輸入美國。拉丁美洲由於長期在西班牙殖民統治與美國的介入，使得其經濟體系與生產事業都沒辦法有效發展。貧窮是拉丁美洲人民的寫照，財產、土地分配不公，封建地主與天主教會佔有多數土地。

### 軍事獨裁
十九至二十世紀初期間，獨立後的眾多國家政治情勢動盪不安，因此，軍事獨裁逐漸成為維護地主階級利益的最佳防衛。
第二次世界大戰結束後，因著殖民體系瓦解，拉丁美洲出現一些有民族主義色彩的軍政權，有獨裁政權的特性，對人民採取高壓統治。

### 宗教措施
在拉丁美洲的天主教會，早期雖然強力建議西班牙國王廢除奴隸制度，要把印地安人當作兄弟看待，但是教會利益與國家利益密不可分，教會與地主、軍權都被視為統治集團；人民對教會不積極參與改革拉丁美洲現況感到失望。

## 興起的近因

### 基督徒基層團體
1960年代初期由巴西神學教育家保羅‧費爾利提倡一「良知化運動」，透過識字及社會教育喚醒自身的良知，使大眾認知到自己是被壓迫者，並努力使自己與別人獲得釋放。基督徒基層團體的起源與良知化運動有關，在1962年第二次梵蒂岡大公會議（以下簡稱梵二）後，一些基層天主教徒為了反應現實信仰生活而自然形成組織起來，也是信徒討論教義與一般社會生活問題的非正式組織。

### 梵二大公會議與拉丁美洲主教會議
解放神學是梵二在拉美地方教會所產生的結果。梵二的《論教會在現代世界牧職憲章》（以下簡稱《牧職憲章》）指出，教會不該封閉自己，應該變成世界的聖事，因此教會必須認識世人的問題與期待，如世界和平危機、社會正義的沒落、人權的迫害等。《牧職憲章》指出一非常重要的結論：我們應無條件的關心窮人和建立世界的正義。上主將世界給予所有人，人人應當獲得生活必需品，故此，極貧困者有權利要求與富有者共享財富，如果富有者不主動與之分享，就會發生嚴重衝突。《牧職憲章》並非鼓勵窮人去爭奪富人的財產，而是提醒、警告富人可能的後果。
解放神學是地方教會努力的結果，尤其是在麥德林與普布拉兩個拉美主教會議。
在麥德林主教會議中，不僅提倡解放神學，也指出其發展方向。麥德林文件被視為拉美教會更新的大憲章，文件內容可歸納為四個重點：
1. 不公道的結構。會議討論暴力合理的在社會結構中產生不公道的情況。
2. 窮人的教會。教會應跟隨耶穌，活出精神的貧窮，以身作則，分擔拉美百姓窮困的生活。
3. 意識化。會議中討論到，為何大多數人被不公平的對待、折磨卻沒有反應？教會應增加對大眾意識化的教育，教導他們意識到他們能自力更生，改變自身命運。
4. 為解放而奮鬥。

普布拉文件給解放神學提供新階段，即推動基督教基層團體。文件的關鍵是「以窮人為優先選擇」。

## 發展過程
解放神學一詞得名於古斯塔沃·古鐵雷斯的同名著作《解放神學》，該書發表以後，得到許多拉丁美洲的天主教神學家們的響應，鼓動一時風潮。至今天已有三十餘年的發展時間，總的看來，「解放神學」的發展可以分為至少三到四個歷史時期：
第一個時期是1960年代的中後半段到1971年《解放神學》一書發表的這五、六年間，這一時期為解放神學的形成期，主要是透過中心人物古鐵雷斯在神學會議中發表論文或者是私下與其他神學家的談話裡逐漸形成了解放神學的基本內容。至少早在1968年舉行的「欽伯特會議」上，古鐵雷斯就已經用「解放神學」為題發表過一次的演說。這一時期裡，就在古鐵雷斯與李奧納多·波夫的交流之下，「解放神學」的內容逐漸完備，邁向它的成熟與發表階段。
第二個時期是風起雲湧的1970到1980年代。《解放神學》一書發表後引起了很多的迴響，一些拉丁美洲的天主教神學家認為《解放神學》說出了他們想說的話而加入了這個論述集團。批評的意見也不少，常見的批評是由於不滿意解放神學中使用了馬克思思想中階級的觀念切割了富人與貧窮人、掌權者與無權力者。不過解放神學論者無一不強調自己與馬克思社會主義有根本上的不同：馬克思主義是靠人力企圖打造出人間天堂的理想，而「解放神學」則是人與上帝合作要讓天國降臨人間，後者因此有更高的成功可能，甚至是說，也只有解放神學有成功的可能。
第三個時期是1990到2005年，這時期可視為解放神學的理論的成熟期，並且是第二代論述產生並與世界各地與回應挑戰的時期。這時期有兩個現象產生，第一個是解放神學已深獲人心，基督教神學因此注入了一鼓重視實踐的清新力量。第二個現象是解放神學在民間的成功不幸地與各地武裝革命的政變活動相呼應，縱然多數的解放神學論者都是非暴力的主張者，但他們的言論在教廷的眼中已經是跟武裝的革命家站在一起了。這一時期解放神學開始受到梵蒂岡的注目，解放神學的幾位領導人被限制發表言論跟著作（包括古鐵雷斯在內）。這一個時期的解放神學家也開始跟各種政治主張做出切割，他們為解放神學定調為：該神學是「出於上帝的要求」、是「為了回應上帝對世人的愛」而不是出於任何人類的學說，更不是為了任何政治制度所做的背書。
第四個時期是因著教宗若望·保祿二世逝世（2005年4月2日）而開始的。新任教宗、來自德國的本篤十六世於2005年4月24日接任教宗，很多的觀察家都注意到了拉丁美洲的天主教界對於新的教宗仍舊是由歐洲的白人擔任一事表達了他們的遺憾。更加劇這份遺憾的是：這位新教宗正是在解放神學的第二及第三個發展時期中曾經公開斥責解放神學是包裝了神學外衣的馬克思主義的那一位信理部部長拉辛格。因此，自拉辛格接任教宗至今的這個階段可以視為解放神學與梵蒂岡新關係的摸索期。已經成為教宗的拉辛格是否會繼續其保守主義立場？乃至於拉丁美洲的天主教徒對新教宗的接受程度如何？⋯⋯等的現象都引發著研究者的高度關注。
2013年，來自拉丁美洲阿根廷的教宗方濟各就任。邀請有「解放神學之父」稱號的古斯塔沃神父，於2015年5月12日以主賓的身份出席了梵蒂岡的一場新聞發布會。这暗示羅馬教廷與解放神學的和解與合作。

## 主要人物
- 古斯塔沃·古鐵雷斯（1928-2024 ）
- 李奧納多·波夫（1938- ）
- 約瑟·博尼諾 (Jose Miguez Bonino，1924-2012)，阿根廷神學家
- 賽貢多（Juan Luis Segundo，1925-1996），烏拉圭神學家
- 聖奥斯卡·罗梅罗(san Óscar Arnulfo Romero y Galdámez，1917年－1980年)

## 基督教傳統中要求基督徒應當行善的教義
- 「七善事」（The Seven Corporal Works of Mercy），其中頭六條源出《新約聖經》〈瑪竇福音〉第25章第31至46節：

1. 給予餓的人食物
2. 給予渴的人飲水
3. 給客旅的人住宿
4. 給衣不蔽體的人予衣物
5. 對病痛之人施以照顧
6. 對受監禁的人加以安慰
7. 給死者安葬

## 外部連結
- 王崇堯：「暴力」的神學意涵
- 龔立人：解放神學與香港困境（香港基督徒學會, 1999年）
- 拉美解放神學家古提雷茲
- (轉載)什麼是解放神學？摘自馬克思主義與解放神學：〔法〕M.洛威 （页面存档备份，存于）